# Yeonje-gu
Yeonje-gu (Hangul: 연제구, Hanja: 蓮堤區) is een stadsdeel (gu) van de Zuid-Koreaanse stad Busan. Yeonje-gu heeft een oppervlakte van 12,08 vierkante kilometer en telde in 2005 ongeveer 218.080 inwoners.
Het stadsdeel bestaat uit de volgende buurten (dong):
- Yeonsan-dong
- Geoje-dong

Buk-gu · 
Busanjin-gu · 
Dong-gu · 
Dongnae-gu · 
Gangseo-gu · 
Geumjeong-gu · 
Gijang-gun · 
Haeundae-gu · 
Jung-gu · 
Nam-gu ·
Saha-gu · 
Sasang-gu · 
Seo-gu · 
Suyeong-gu · 
Yeongdo-gu · 
Yeonje-gu